# Epamera arborifera
Epamera arborifera är en fjärilsart som beskrevs av Butler 1900. Epamera arborifera ingår i släktet Epamera och familjen juvelvingar. Inga underarter finns listade i Catalogue of Life.